# Gaussaster
Gaussaster is een geslacht van zeesterren uit de familie Benthopectinidae.

## Soort
- Gaussaster antarcticus (Sladen, 1889)